# 切尔纳亚街

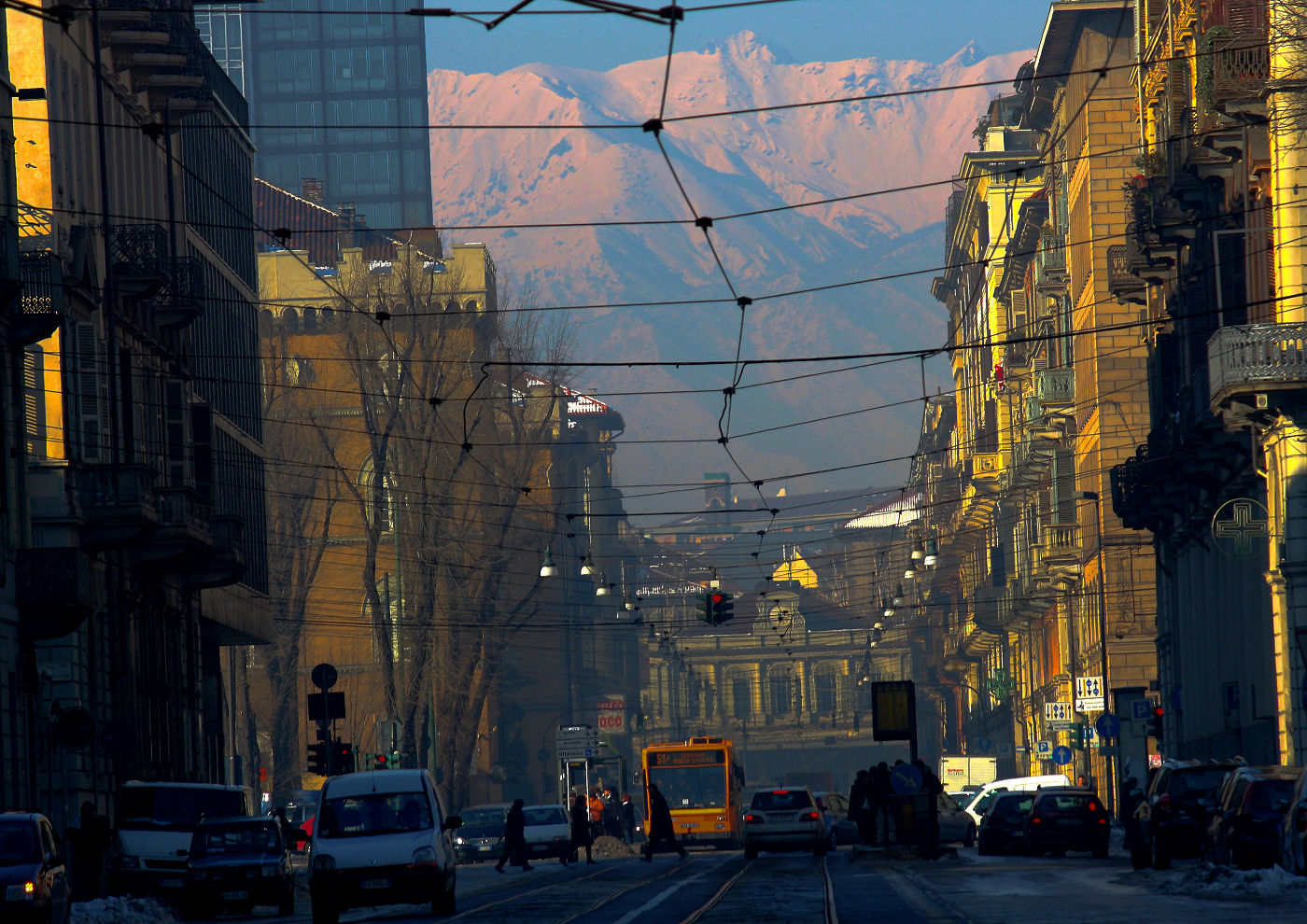
切尔纳亚街

切尔纳亚街（Via Cernaia）是都灵市中心的一条重要街道，得名于克里米亚战争的切尔纳亚战役。这条街设有柱廊，为十九世纪都灵街道的典型风貌。这条街始于12月18日广场，止于索尔费里诺广场（Piazza Solferino），贯通苏萨门火车站与维托里奥·阿尔菲剧院（Teatro Vittorio Alfieri），以及城堡广场。